# Aumasaari (ö i Norra Savolax, Inre Savolax)
Aumasaari är en ö i Finland. Den ligger i sjön Hankavesi och Lonkari och i kommunen Rautalampi i den ekonomiska regionen  Inre Savolax ekonomiska region  och landskapet Norra Savolax, i den centrala delen av landet, 290 km norr om huvudstaden Helsingfors. Öns area är 0,3 hektar och dess största längd är 80 meter i sydöst-nordvästlig riktning.  Aumasaari ligger i sjön Hankavesi och Lonkari och i kommunen Rautalampi i sjön .